# Microbisium congicum
Microbisium congicum es una especie de arácnido del orden Pseudoscorpionida de la familia Neobisiidae.

## Distribución geográfica
Se encuentra en República Democrática del Congo.